# Crozetulus
Crozetulus es un género de arañas araneomorfas de la familia Anapidae. Se encuentra en África y Australia.

## Especies
Según The World Spider Catalog 12.0:
- Crozetulus minutus Hickman, 1939
- Crozetulus rhodesiensis Brignoli, 1981
- Crozetulus rotundus (Forster, 1974)
- Crozetulus scutatus (Lawrence, 1964)